# Villefranche-sur-Saône
Villefranche-sur-Saône (wymowaⓘ) – miejscowość i gmina we Francji, w regionie Owernia-Rodan-Alpy, w departamencie Rodan.
Według danych na rok 1990 gminę zamieszkiwały 29 542 osoby, a gęstość zaludnienia wynosiła 3116 osób/km² (wśród 2880 gmin regionu Rodan-Alpy Villefranche-sur-Saône plasuje się na 22. miejscu pod względem liczby ludności, natomiast pod względem powierzchni na miejscu 1161.).

## Galeria

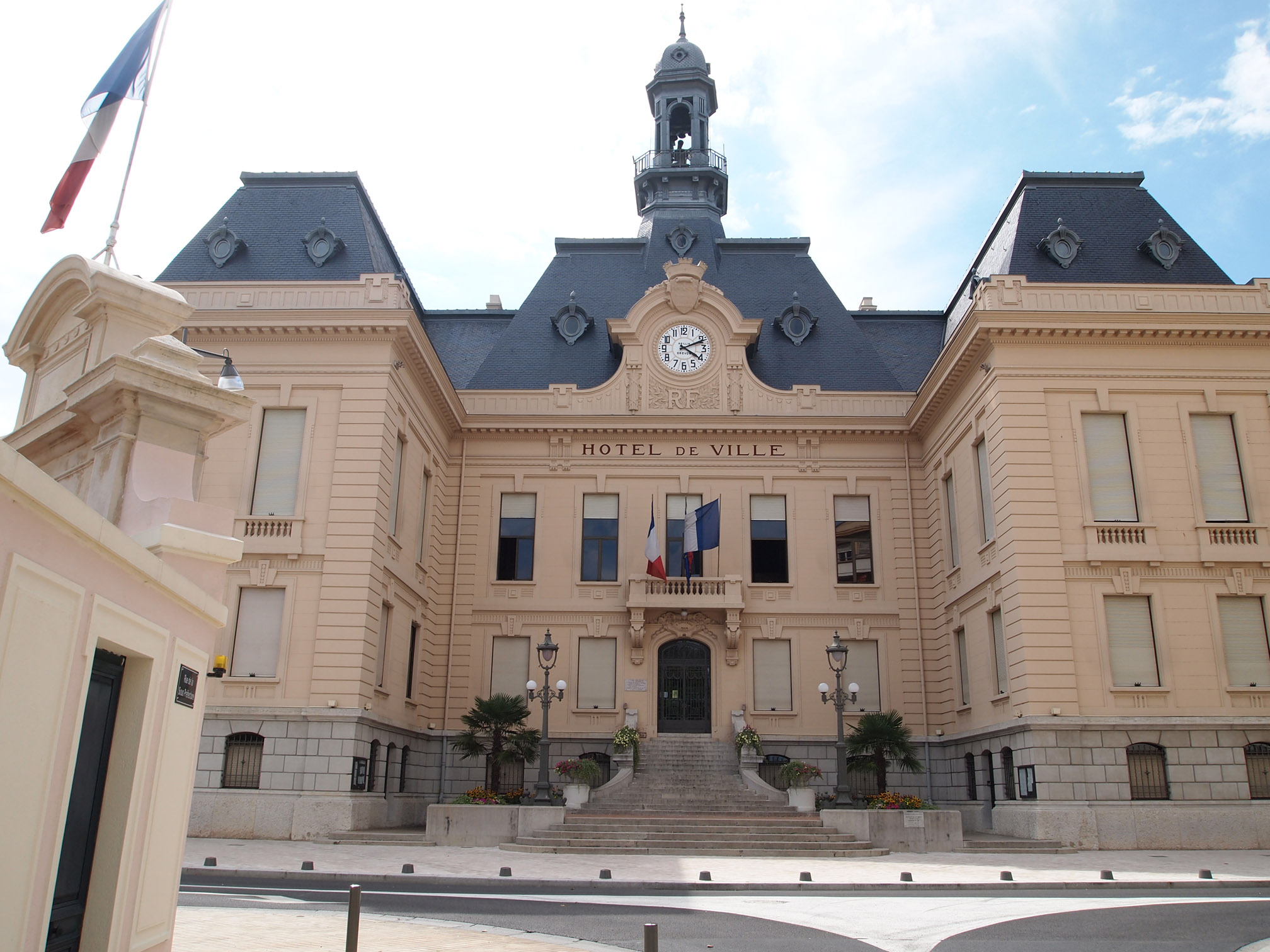
Ratusz, 2012
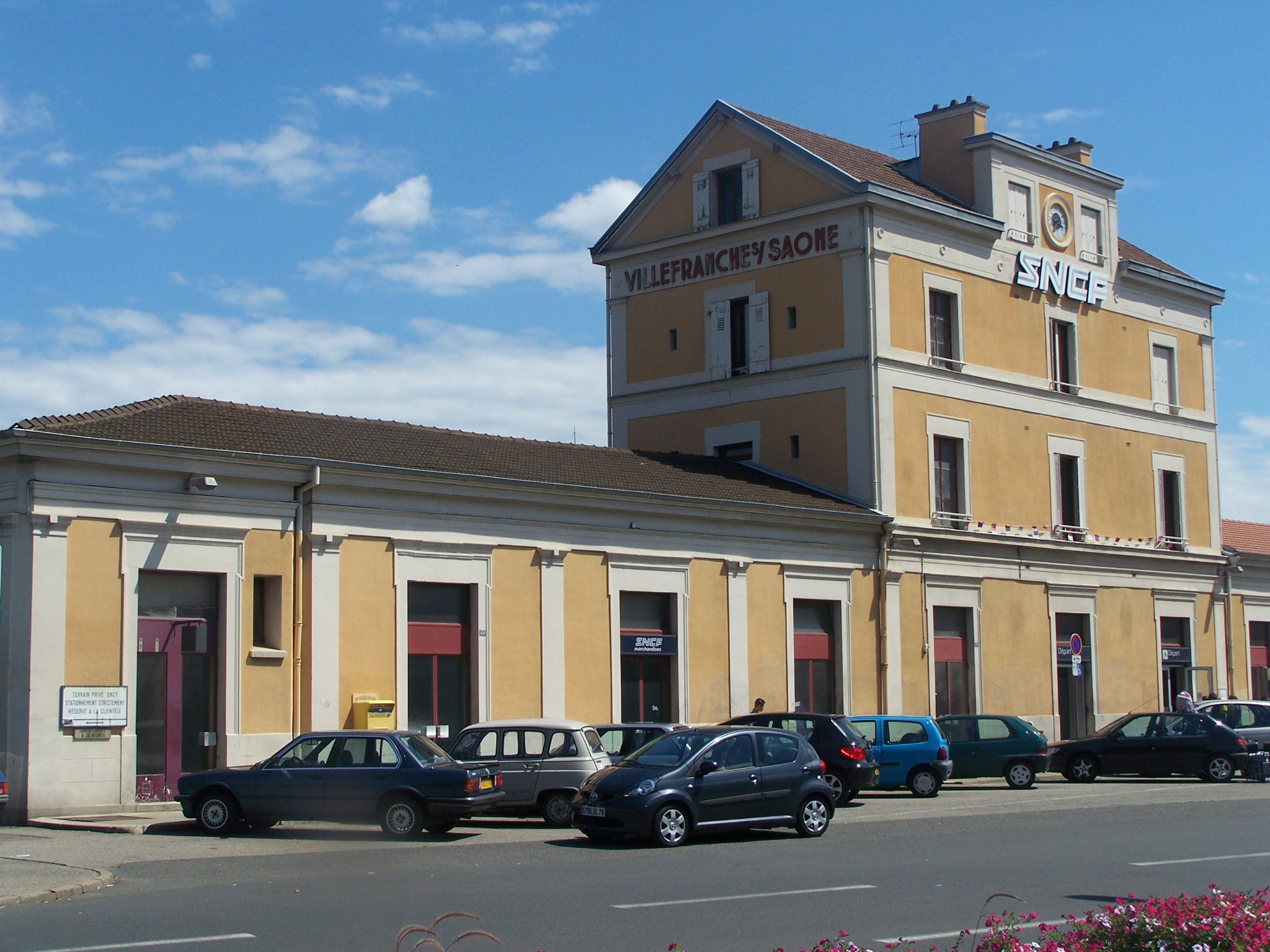
Dworzec kolejowy, 2008
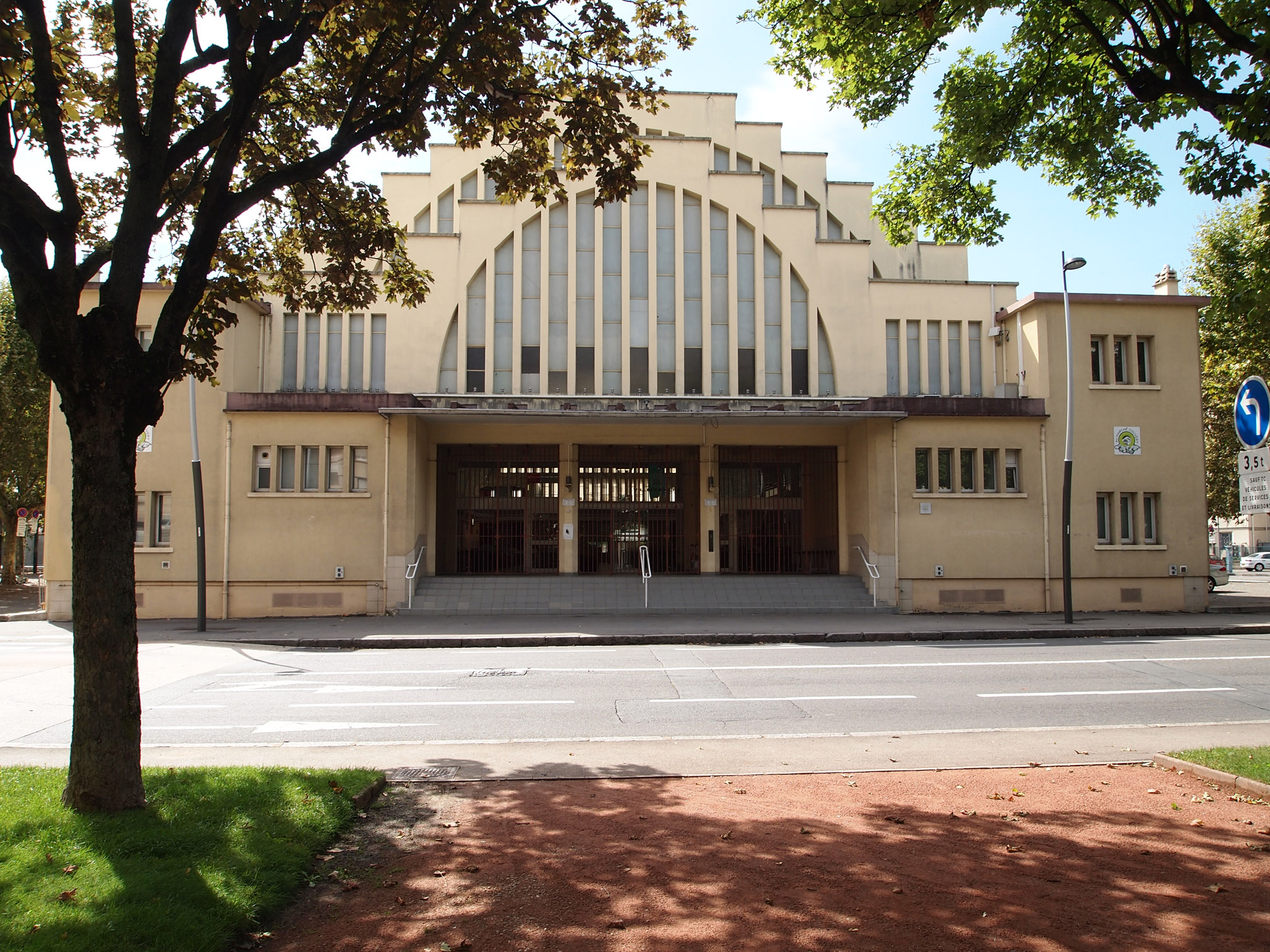
Hala targowa, 2012